# 日映
日映株式会社（にちえい）は、静岡県静岡市葵区に本拠を置く企業で映画館と不動産業を経営・運営している。映画館は「静岡東宝会館」という名称だが、いわゆる東宝（TOHOシネマズ）等との関係は無い。藤枝シネ・プレーゴなどもこの社の経営である。

## 沿革
社名は市内両替町に存在していた日本映画劇場（にほんえいがげきじょう）を略したものである。
太平洋戦争が起こった1941年（昭和16年）に前身の会社である森岡新聞店が映画館事業を始めたのが最初。1955年（昭和30年）には日本映画劇場を七間町に移す形で「静岡東宝劇場」「静岡東映劇場」を設立する。
その後1983年（昭和58年）、静岡東宝劇場を改築する形で、複数スクリーンを有する静岡東宝会館を開館させた。
- 1983年（昭和58年）12月17日 - 静岡市七間町に静岡東宝会館を開館させる。
- 1998年（平成10年） - 富士市に富士シネ・プレーゴを開館させる。
- 2009年（平成21年）2月28日 - 藤枝市のBiVi藤枝に藤枝シネ・プレーゴを開館させる。
- 2010年（平成22年）4月16日 - 富士シネ・プレーゴを閉館させる。
- 2011年（平成23年）2月5日 - 静岡東宝会館をリニューアルオープンさせる。
- 2011年（平成23年）2月9日 - 本社ビル建て替えのために事務所を静岡東宝会館内に移転させる。

## 映画興行部門

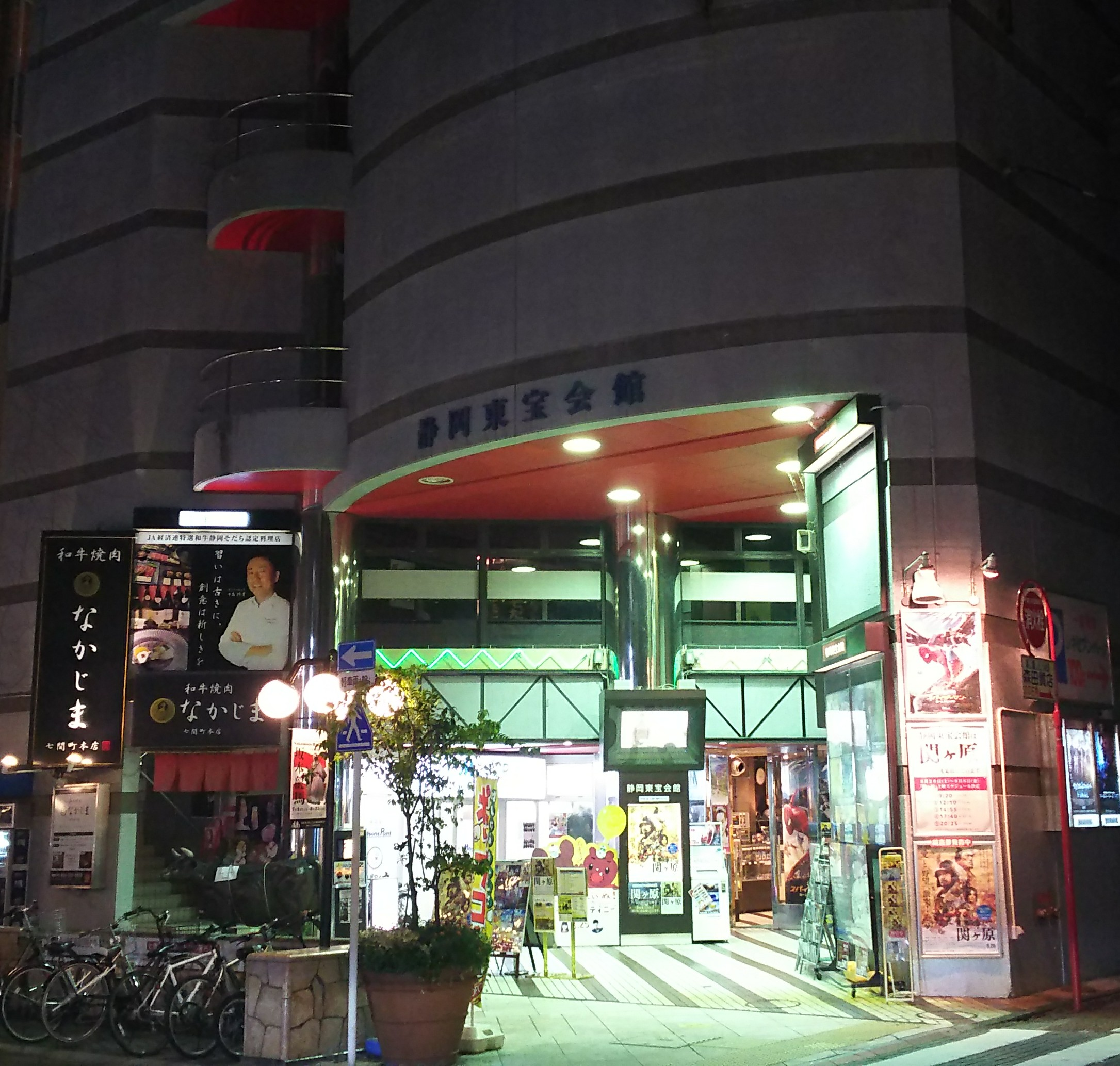
静岡東宝会館

以下の映画館を運営するほかに、鹿児島県鹿児島市のシネコンである天文館シネマパラダイスへ業務支援を行っている。

### 現在運営している映画館
- 静岡東宝会館（静岡県静岡市葵区七間町）<5スクリーン、計854席、1983年12月17日開館>
- 藤枝シネ・プレーゴ（静岡県藤枝市）<7スクリーン、計890席、2009年2月28日開館>

### かつて運営していた映画館
- 富士シネ・プレーゴ（静岡県富士市、富士ショッピングセンターパピー内）<6スクリーン、656席、1998年開館、2010年4月16日閉館> 
  - 静岡県内で2番目、富士市を中心とする富士都市圏で初めて開館したシネマコンプレックスである。しかし、入居する商業施設自体が2008年5月31日に閉館し、建物も耐震性に問題があることが判明して取り壊しが決定したため、2010年4月16日には富士シネ・プレーゴも閉館した[3]。同年11月19日にイオン富士宮ショッピングセンター（現・イオンモール富士宮）内にイオンシネマ富士宮が誕生するまで、約7か月間は富士都市圏に映画館は存在しなかった。

## 不動産事業部門
- フィエスタ両替町（2012年〜）
- （日映森岡ビル 2011年老朽化のため解体）

## フード事業部門
ラーメン店、焼肉店等のフランチャイジー

## 七ぶらシネマ通り
静岡東宝会館がある静岡市葵区七間町は、日映だけではなく静活も映画館を運営し、「映画の街」として街づくりを行っていた。
しかしながら、静活は2011年10月5日再開業の新静岡セノバ（前身は新静岡センター）にシネマコンプレックスとして移転し、静活が七間町で運営していた6館9スクリーンは全て閉館された。

## グループ会社
- 日映エンタープライズ
- DUOコーポーレーション